# Rancho Murieta
Rancho Murieta ist ein census-designated place (CDP) im Sacramento County im US-Bundesstaat Kalifornien mit 5903 Einwohnern (Stand: 2020).
Das Gebiet, das einen gleichnamigen Flughafen (IATA: RIU) beherbergt, bildet etwa 30 km östlich von Sacramento den Kern der Weinbauregion Sloughhouse AVA.